# Олюторское землетрясение
Олю́торское землетрясение — сильнейшее землетрясение в Олю́торском районе Корякского автономного округа за всё время исторических и инструментальных наблюдений. В результате землетрясения были травмированы около тридцати человек, пострадали жилые и административные строения в ряде населённых пунктов как Корякии, так и Камчатской и Магаданской областей.
Землетрясение привело к массовому переезду жителей Олюторского района в другие места, упразднению села Корф и строительству нового микрорайона в селе Тиличики.

## Событие

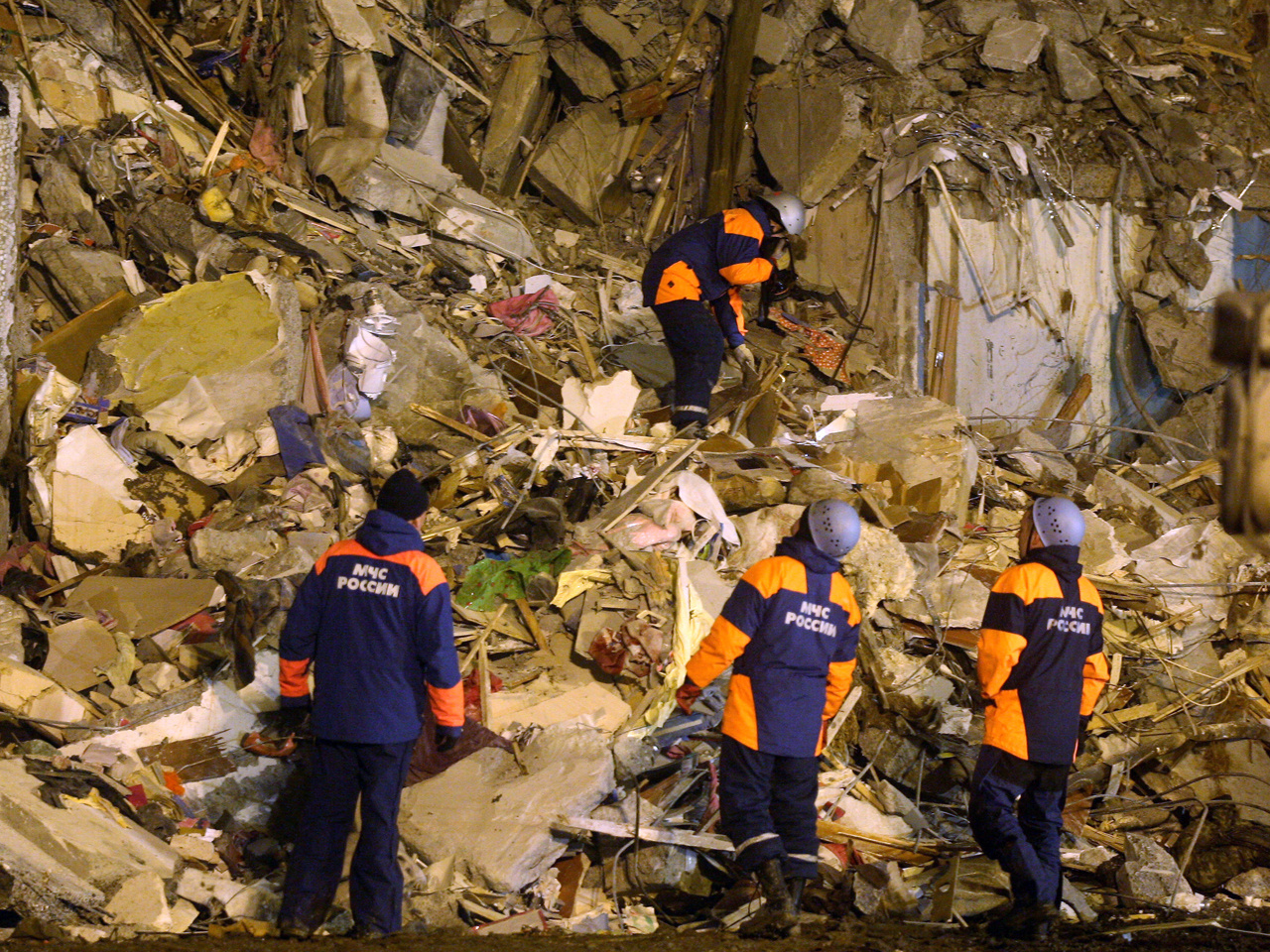
Спасательные работы после землетрясения

Олюторское землетрясение произошло 21 апреля 2006 года в 12 часов 24 минуты местного времени (20 апреля в 23 часа 24 минуты по Гринвичу) на территории Корякского автономного округа и прилегающих районов Камчатской и Магаданской областей. Толчки интенсивностью от 2 до 9—10 баллов по шкале MSK-64 ощущались на площади порядка 400 тыс. кв. км. Наиболее сильно пострадали населённые пункты Олюторского района, от которого землетрясение и получило название. Землетрясение ощущалось в тридцати одном населённом пункте Корякского АО. Эпицентр находился в двадцати восьми километрах к востоку от села Хаилино.
Это землетрясение стало сильнейшим для этого района за всё время исторических и инструментальных наблюдений. Прежде эта зона считалась практически асейсмичной, хотя небольшие землетрясения всё-таки ранее фиксировались, а 8 марта 1991 года было зафиксировано Хаилинское землетрясение магнитудой 7,0.
Во время землетрясения были травмированы около тридцати человек, погибших не оказалось. Отсутствие жертв среди населения объясняется характерной малоэтажной застройкой населённых пунктов (в основном, деревянные одно- или двухэтажные здания), в связи с чем отсутствовали обрушения перекрытий, а также светлым временем суток, так что жители смогли быстро покинуть дома. Выбежавшие в панике на улицу люди ощущали, как земля уходит из-под ног. Они слышали скрип зданий, видели как раскачиваются дома.

В Тиличиках и Корфе были повреждены дизель-электростанции, котельные, объекты соцкультбыта, жилые дома, нарушены практически все коммуникации. В Тиличиках, Корфе и Хаилино в той или иной мере пострадали все здания. Лёд на реке Вывенке был разорван.

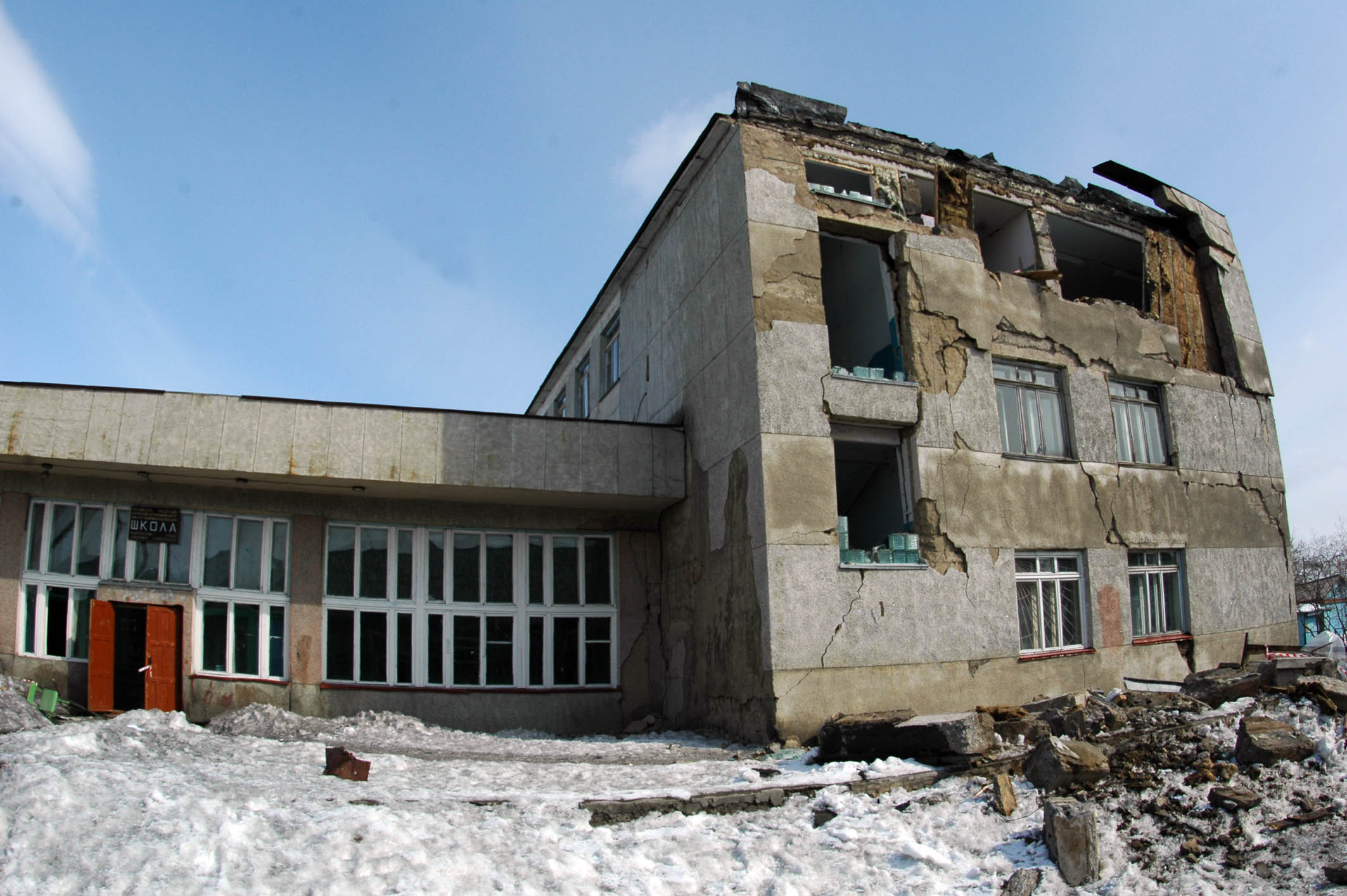
Разрушения после землетрясения в апреле 2006 года

Олег Кожемяко (на тот момент — губернатор Корякского автономного округа) спустя год вспоминал: 
Особенно тяжёлым положение было в Корфе. Из расположенного на косе посёлка пути к эвакуации были отрезаны. Пришлось срочно бороться с ледяными торосами, расчищать дорогу через залив. В первые ночи жители посёлков нашли приют в необорудованных палатках на сопке рядом со станцией „Орбита“. У костров спасались и дети, и пенсионеры, и больные. Даже те, у кого жильё уцелело, боялись возвращаться домой из-за продолжающихся подземных толчков. А ведь конец апреля в Корякии — ещё настоящая зима с морозами до 20 градусов.
Опросы населения позволили выявить характерную особенность этого землетрясения — физиологическое воздействие на людей, ощущавшееся как недомогание, тошнота и сильная головная боль.
После землетрясения в районе длительное время наблюдались афтершоки, наиболее интенсивные в течение первого месяца. Они доходили до 6—7 баллов (наиболее сильные 29 апреля и 22 мая).

## Последствия

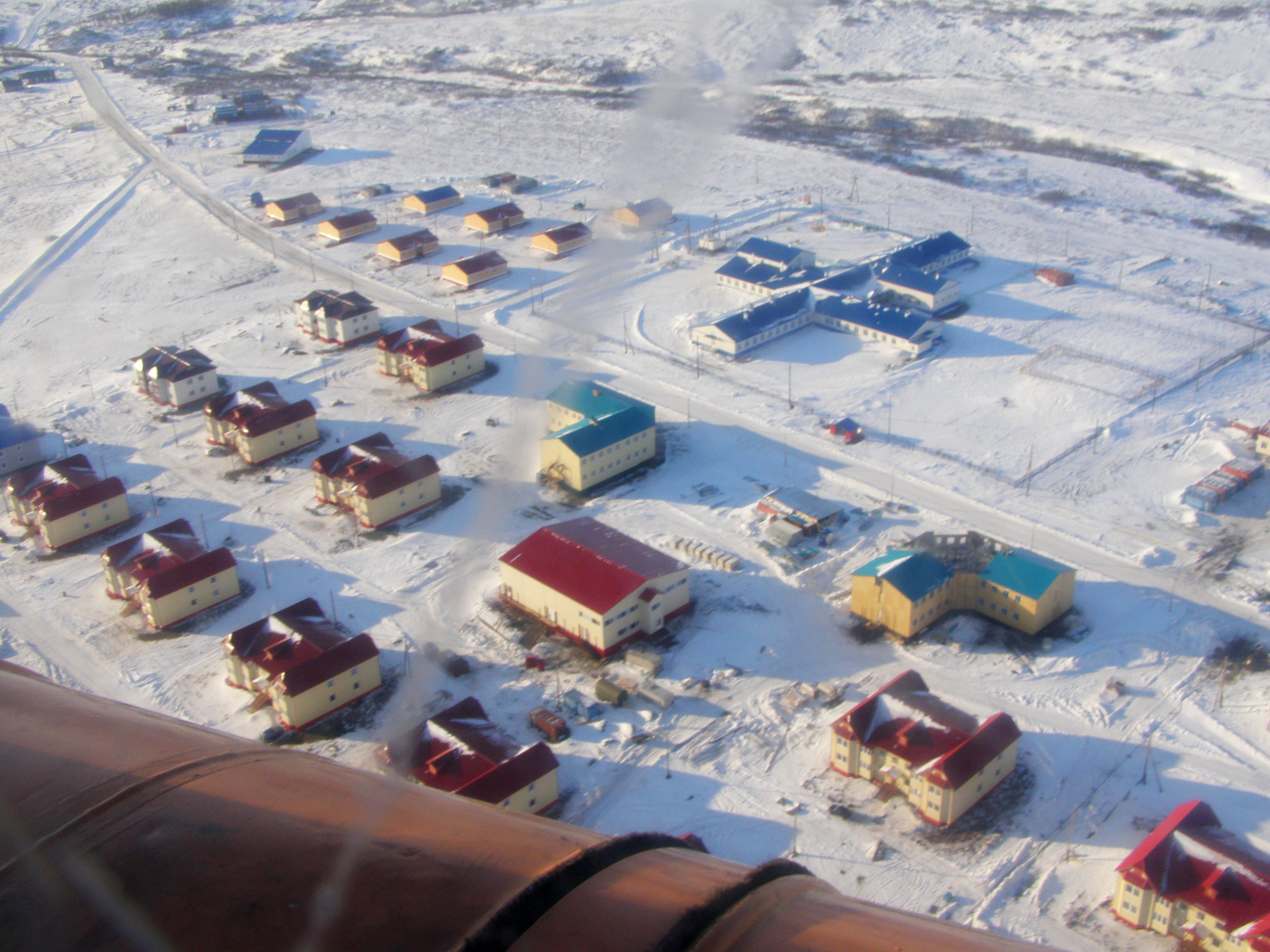
Микрорайон Верхние Тиличики, построенный после землетрясения

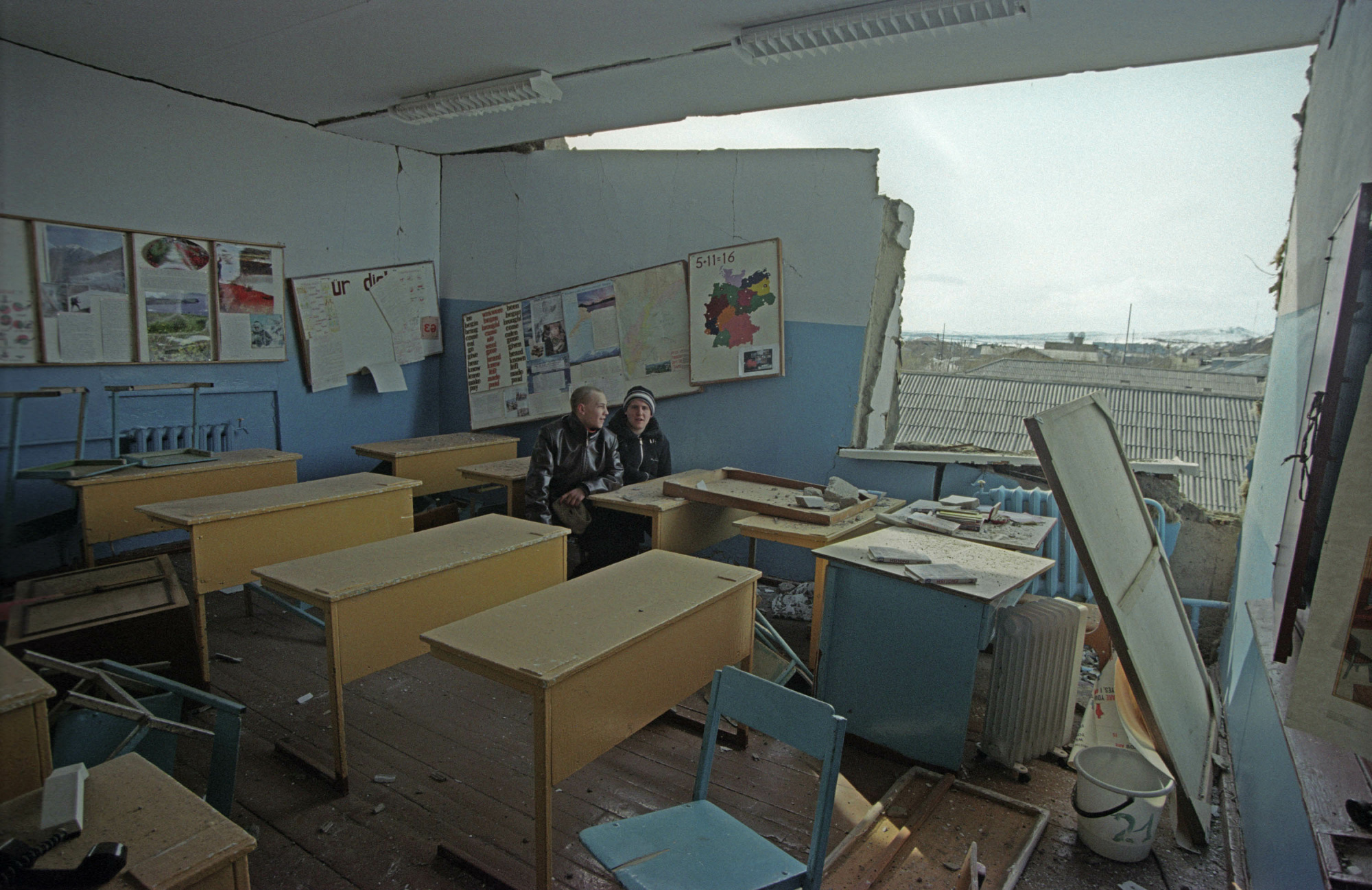
Разрушенная школа села Тиличики после землетрясения

После землетрясения сотрудники МЧС России эвакуировали из пострадавших посёлков в Петропавловск-Камчатский 1201 человека. В обратном направлении доставили триста семнадцать тонн гуманитарных грузов.
В результате землетрясения пострадали сёла Корф, Тиличики, Хаилино и другие. Обсуждался вопрос о полном оставлении Тиличик и Корфа и строительстве поблизости одного нового посёлка. В итоге власти приняли решение закрыть только Корф и расселить его жителей.
В Тиличиках для жителей наиболее пострадавших домов построили новый микрорайон Верхние Тиличики. Строительство длилось до 2008 года. Были возведены жилые дома на 357 семей, новая школа, больница с поликлиникой, здание администрации, пожарное депо, дом культуры, магазин, детский интернат. Общая площадь нового поселка составила 32,5 га. В Хаилино построили пятнадцать жилых домов на пятьдесят четыре семьи, детский сад на шестьдесят мест и учебно-просветительский центр.
Землетрясение подстегнуло начавшийся в 1990-х годах миграционный отток населения из отдалённых районов. Многие пострадавшие воспользовались возможностью получить государственный жилищный сертификат (ГЖС) и приобрести на него (иногда с доплатой) жильё в местностях с более благоприятным климатом и социально-экономическими условиями. Только за первые две недели после землетрясения (к 5 мая 2006 года) за ГЖС с целью приобретения жилья в других регионах обратилось 611 семей.